# جام حذفی فوتبال مونته‌نگرو
 جام حذفی فوتبال مونته‌نگرو  (مونته‌نگروی: Crnogorski fudbalski kup, Црногорски фудбалски куп) مسابقاتی است که به صورت حذفی در کشور مونته‌نگرو از سال ۲۰۰۶ تاکنون برگزار می‌شود. این لیگ از ۳۰ تیم که از سراسر کشور مونته‌نگرو در آن شرکت می‌کنند برگزار می‌شود.
باشگاه فوتبال رودار پلیولیا با ۳ قهرمانی پرافتخارترین تیم این سری مسابقات به حساب می‌آید.